# Quinto Concílio de Latrão
O Quinto Concílio de Latrão, realizado entre 1512 e 1517, foi o décimo oitavo concílio ecumênico da Igreja Católica e foi o último concílio antes da Reforma Protestante e do Concílio de Trento. Esta foi a primeira vez, desde 1213, que os Estados Papais sediariam um concílio ecumênico. Até agora, foi a última vez que o Palácio de Latrão, em Roma (que já havia sediado 4 concílios ecumênicos no passado), foi o local de um evento desse tipo.
Foi convocado pelo Papa Júlio II com o motivo político de restaurar a paz entre governantes católicos em guerra e para reafirmar a autoridade do Papa.
Após a morte de Júlio II e a ascensão do Papa Leão X em 1513, o Concílio tentou várias reformas institucionais, dogmáticas e de bem-estar social. As reformas institucionais pretendiam promover a unidade, reduzir nepotismo, absentismo, desinteresse, luxo e simonia entre altos funcionários da Igreja, melhorar o treinamento e a regulamentação dos sacerdotes, reforçar a posição dos bispos em relação aos frades e afirmar a independência da Igreja e do clero em relação ao controle leigo. A reforma de bem-estar social permitiu empréstimos de microfinanças sem juros feitos pelos monti di pietà.
Essas medidas abordaram algumas questões levantadas por reformadores contemporâneos, mas não trataram dos temas específicos que a subsequente Reforma Protestante (95 Teses) traria. Assim como nos Concílios imediatamente anteriores, as reformas institucionais não foram efetivamente implementadas naquela época.

## Contexto
Quando eleito papa em 1503, Papa Júlio II havia prometido sob juramento convocar um concílio geral, mas essa promessa não foi cumprida.

### Contexto político
A República de Veneza havia invadido direitos papais em territórios venezianos ao preencher de forma independente sedes episcopais vagas, submeter clérigos a tribunais seculares e geralmente desconsiderar a jurisdição eclesiástica de Júlio II de outras maneiras. Em 1509, Júlio II juntou-se à Liga de Cambrai, uma coalizão formada para restaurar terras recentemente conquistadas por Veneza aos seus proprietários originais. Júlio II censurou Veneza com um interdito e empregou os exércitos dos Estados Papais, juntamente com as forças combinadas da Liga de Cambrai, para a Romagna ocupada pelos venezianos. Ali, Veneza sofreu uma derrota completa na Batalha de Agnadello, em 14 de maio de 1509. Em 1510, Veneza negociou com Júlio II, que se retirou da Liga de Cambrai e removeu a censura em troca de termos que incluíam Veneza concordando em devolver as cidades disputadas na Romagna, renunciar a reivindicações de preencher benefícios eclesiásticos vagos, reconhecer a jurisdição dos tribunais eclesiásticos sobre o clero e sua imunidade a tribunais seculares, incluindo isenção de impostos, revogar todos os tratados não autorizados feitos com cidades nos Estados Papais, abandonar o apelo a um futuro concílio geral contra as proibições papais e conceder navegação livre no Mar Adriático a súditos dos Estados Papais.
Os primeiros estágios do conflito entre os Estados Papais e a França começaram em 1510. O rei Luís XII de França exigiu que a República de Florença declarasse definitivamente sua lealdade. No entanto, declarar lealdade à França exporia Florença a um ataque imediato e alienaria seus cidadãos, que temiam um conflito com o chefe da Igreja. Além disso, Florença estava repleta de partidos antagônicos e interesses inconciliáveis. Para ganhar tempo, Florença enviou Niccolò Machiavelli em uma missão diplomática à França em julho de 1510, onde ele encontrou Luís XII ansioso pela guerra e inclinado à ideia de um concílio geral para depor Júlio II.
Júlio II era um soldado e seu objetivo era libertar toda a Península Itálica da submissão a potências estrangeiras. No entanto, apenas Veneza e a Velha Confederação Suíça estavam prontas para colocar exércitos contra os franceses. Júlio II iniciou as hostilidades depondo e excomungando seu vassalo, Alfonso I d'Este, Duque de Ferrara, que apoiava a França. Luís XII retaliou em setembro de 1510 convocando um sínodo de bispos franceses em Tours, que julgou que o papa não tinha o direito de fazer guerra contra um príncipe estrangeiro e, se o papa empreendesse tal guerra, o príncipe estrangeiro tinha o direito de invadir os Estados Papais e retirar a obediência de seus súditos ao papa. O sínodo também ameaçou Júlio II com um concílio geral. Júlio II ignorou o sínodo francês e novamente assumiu o comando pessoal do exército no norte da Itália. Em agosto de 1510, em Bolonha, ele adoeceu gravemente, mas se recuperou em seguida. Em outubro, negociou uma aliança antifrancesa. No início, a aliança incluía apenas os Estados Papais, Veneza e Espanha, mas em novembro, a Inglaterra aderiu e logo foi seguida pelo imperador e pelos suíços. Os Estados Papais marcharam contra Mirandola, que foi capturada em 20 de janeiro de 1511. Em 23 de maio de 1511, contingentes do exército francês capturaram Bolonha das tropas papais e reintegraram Annibale II Bentivoglio.
Sob a liderança de Gastão de Foix, Duque de Nemours, os franceses tiveram sucesso inicial, mas após sua morte, sucumbiram às forças superiores da Liga. Depois de serem derrotados na Batalha de Ravena em 1512, retiraram-se para além dos Alpes. Bolonha novamente se submeteu a Júlio II, e as cidades de Parma, Reggio e Piacenza tornaram-se parte dos Estados Papais.

### Conciliabulumde Pisa

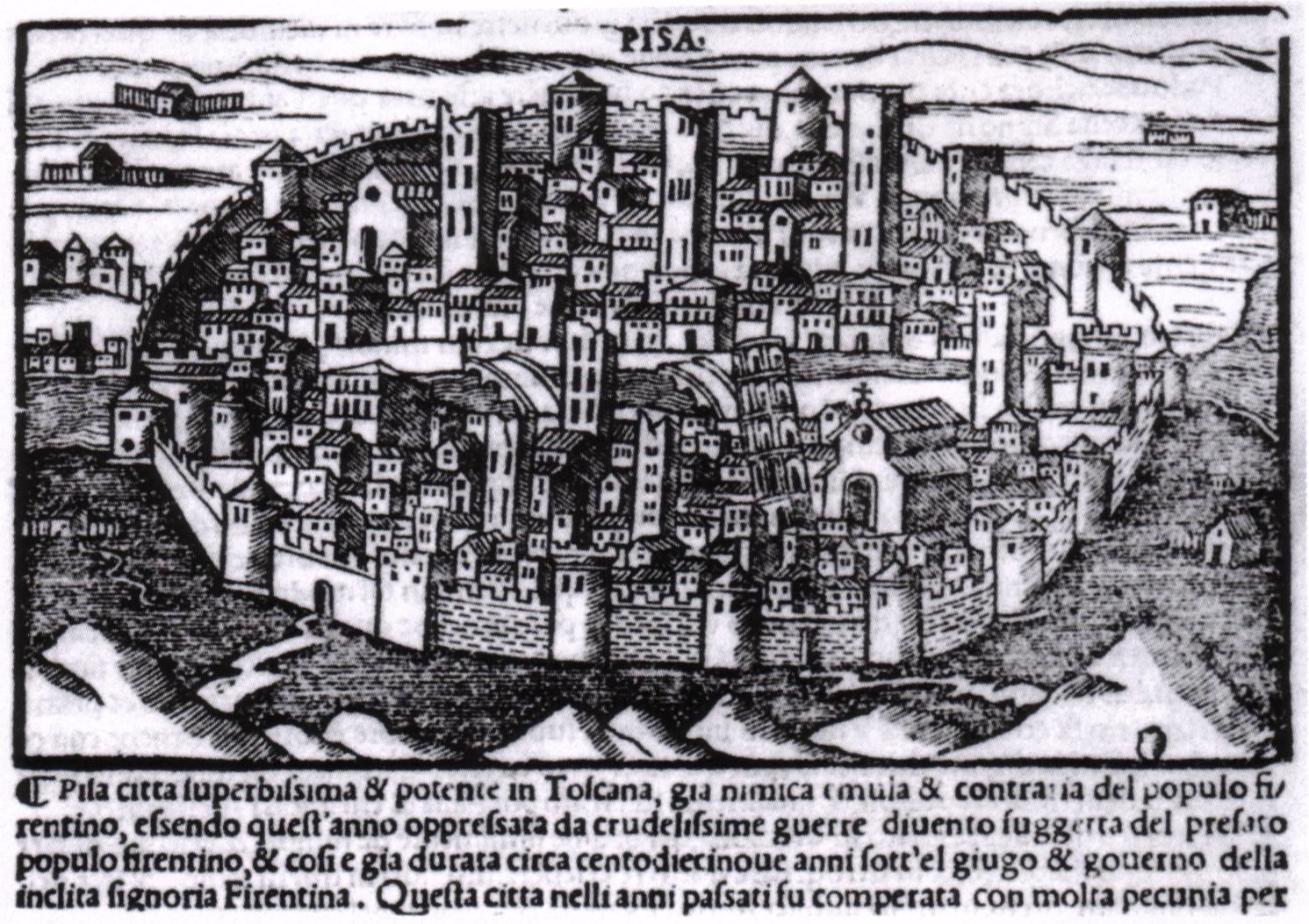
Gravura contemporânea da cidade de Pisa

As reformas do Concílio de Constança (1414–1418) e do Concílio de Basileia-Ferrara-Florença (1431–1449) fracassaram. Nos sínodos de Orléans e Tours, em 1510, os franceses decidiram convocar um concílio geral. Em vista do decreto Frequens do Concílio de Constança e do atraso de Júlio II em convocar um concílio geral, como havia jurado no conclave, o cismático conciliabulum reuniu-se em Pisa em 1511. Florença permitiu que o conciliabulum usasse Pisa como local; isso afastou Júlio II e tanto Florença quanto Pisa foram colocadas sob interdito. Segundo Marco Pellegrini, o conciliabulum galicano "mostra como alguns membros do Colégio Sagrado estavam sempre abertos a soluções cismáticas".
De acordo com Kraus, a intenção dos políticos franceses era conter Júlio II e reconhecer, por meio de concílio geral, os princípios da Pragmática Sanção de Bourges de 1438, que derivavam dos artigos do Concílio de Constança e do Concílio de Basileia-Ferrara-Florença. O conciliabulum cismático em Pisa foi frequentado por poucos prelados, incluindo os Cardeais Bernardino López de Carvajal, Guillaume Briçonnet, Francesco Borgia, Federico Sanseverino e René de Prie. Eles foram encorajados por Maximiliano I e por Luís XII. Segundo Shahan, a insatisfação com o tratamento dado por Júlio II, bem como a submissão a Luís XII (excomungado), levaram Carvajal àquela atitude rebelde. O concílio foi realizado primeiro no coro da Igreja de San Michele in Borgo e depois no coro da Catedral de Pisa.
Maximiliano I, que planejava desde 1507 obter sua própria eleição para o papado após a morte de Júlio, a princípio deu proteção ao conciliabulum cismático em Pisa. Em seguida, retirou esse apoio, e os bispos alemães também se recusaram a se envolver nas tendências cismáticas dos franceses. Em 18 de julho de 1511, Júlio II convocou um concílio geral, o Quinto Concílio de Latrão, em Roma; este se reuniu em 19 de abril de 1512, com pequena participação inicial, composta apenas por prelados italianos.
Júlio privou os quatro cardeais cismáticos de suas dignidades, depôs de seus ofícios e excomungou os participantes do conciliabulum.
Depois que o conciliabulum se transferiu de Pisa para Milão por causa da oposição popular, possivelmente elegeu Carvajal como Antipapa Martinho VI.
Pouco tempo depois, em 1512, temendo a invasão de mercenários suíços no Ducado de Milão ocupado pelos franceses, os participantes do conciliabulum partiram para Asti e depois para Lyon, na França, onde abandonaram o conciliabulum ainda naquele ano.
O conciliabulum cismático foi uma medida política contra Júlio II, que estava envolvido em conflito com o Ducado de Ferrara e a França. Tudo não passou de uma tentativa inútil de reviver o conciliarismo do século XV e usá-lo para fins políticos.

### Convocação do Concílio de Latrão

Papa Júlio II, Bulla monitorii et declarationis, 1511

Júlio II opôs-se rapidamente ao conciliabulum e convocou um concílio geral por meio de uma bula papal de 18 de julho de 1511, a ser reunido em 19 de abril de 1512, na Arquibasílica de São João de Latrão, em Roma. A bula não era apenas um documento canônico, mas também polêmico em seu conteúdo. Júlio refutou as alegações dos cardeais em relação ao conciliabulum de Pisa. Declarou que sua promessa antes da eleição papal foi sincera; que, desde que se tornou papa, sempre procurou convocar um concílio geral; que, para preparar o concílio, se esforçara para acabar com as disputas entre governantes; que as guerras subsequentes tornaram inoportuna a convocação do concílio. Júlio então repreendeu os participantes de Pisa por sua falta de respeito ao convocar um concílio sem o papa, que deveria liderar o processo. Também afirmou que os três meses de preparação para Pisa não eram suficientes. Finalmente, declarou que ninguém deveria dar importância às declarações feitas em Pisa.
Travou-se uma guerra de polêmicas sobre os concílios, opondo Tomás de Gaetano (Cajetan), o Mestre-Geral dominicano, ao lado papal, contra os argumentos conciliaristas de Jacques Almain, porta-voz da Universidade de Paris.
A vitória da França sobre os Estados Papais e o Império Espanhol na Batalha de Ravena (1512) prejudicou a abertura do concílio convocado por Júlio II.
Durante o concílio, o embaixador do Sacro Imperador Romano-Germânico anunciou que Maximiliano havia rejeitado as decisões tomadas pelo conciliabulum em Pisa, e anúncio semelhante foi feito pelo embaixador de Luís XII. Na sétima sessão, em 1513, Carvajal e Sanseverino separaram-se de seus colegas franceses e formalmente renunciaram ao cisma, sendo restaurados por Leão X a seus ofícios.
Alessandro Geraldini, o primeiro Arcebispo de Santo Domingo, participou da décima primeira sessão, possivelmente tornando-se o primeiro prelado vindo do Hemisfério Ocidental a comparecer a um Concílio Ecumênico.

## Localização
Os preparativos para o concílio foram organizados pelo mestre de cerimônias papal Paride de Grassi, que consultou diversas pessoas conhecedoras dos procedimentos e estruturas de concílios anteriores, como os de Constança e de Florença. De Grassi construiu uma câmara principal do concílio dentro da nave da Basílica de Latrão. Essa câmara era cercada por uma parede para proteger a privacidade dos procedimentos. Também foram construídos locais para alimentação e latrinas dentro desse espaço, pois os participantes não podiam sair das instalações durante o concílio. Uma segunda sala menor foi construída na aula concilii do Palácio de Latrão, planejada para permitir encontros mais reservados do papa, cardeais, imperadores e outros membros de alta posição. No entanto, a aula concilii abrigou apenas uma reunião, sem sessões formais. Os detalhes da sala, medições, estruturas e instalações foram reconstituídos pelo estudioso Nelson Minnich, que se baseou amplamente nos diários do próprio Paride De Grassi.

## Reuniões e decisão

Luís XII de França, Litterae super abrogatione pragmatice sanctionis, 1512

Cristoforo Marcello, In quarta Lateranensis Concilii sessione habita oratio, 1513

O Concílio finalmente se reuniu em 3 de maio de 1512, na Arquibasílica de São João de Latrão. O estudioso e pregador Cardeal Egidio da Viterbo (Giles de Viterbo) fez um discurso de abertura inspirador sobre a necessidade urgente de reforma, que foi amplamente divulgado e expressa muitas das preocupações dos reformistas católicos e humanistas, como Ximenez, von Staupitz, John Colet e Erasmo.
Os participantes incluíram quinze cardeais, os patriarcas latinos de Alexandria e Antioquia, dez arcebispos, cinquenta e seis bispos, alguns abades e generais de ordens religiosas, além dos embaixadores de Maximiliano I, Sacro Imperador Romano-Germânico e de Veneza e de Florença. Depois da morte de Júlio II, seu sucessor, Papa Leão X, continuou o concílio, e a última sessão foi realizada em 16 de março de 1517.
Vários decretos foram publicados, a maioria para reforma institucional e paz política, em vez de esclarecimentos doutrinários, incluindo:
- Rejeição e condenação do conciliabulum de Pisa, anulando tudo o que foi feito por ele.[21][22]
- A nulidade de uma eleição papal em que se comprove simonia.
- Um convite aos hussitas para comparecerem e negociarem a reintegração, com melhores garantias de segurança.
- Estabelecimento de idade mínima (acima de 30 anos) para bispos: visava reduzir nepotismo e bispos ausentes. O Concílio desencorajava a prática de cardeais-sobrinhos.
- Estabelecimento de melhores critérios para abades.
- Avaliação pelos cardeais uns dos relatórios de visitação dos outros.
- Regulamentação mais rigorosa da cúria romana.
- Regulamentações sumptuárias para cardeais e bispos.
- Confirmação das excomunhões de cardeais por Júlio II (1512).[10]
- Inter multiplices, Bula promulgada por Leão X em 4 de maio de 1515, sancionando os monti di pietà: instituições financeiras sob estrita supervisão eclesiástica, que forneciam empréstimos aos necessitados como casa de penhores e enfrentavam apoio e oposição dentro da Igreja desde seu estabelecimento no século anterior;[23][24]
- Apostolici Regiminis, sobre a imortalidade da alma, geralmente entendido como direcionado contra Pietro Pomponazzi.
- Um decreto sobre a liberdade da Igreja e a dignidade dos bispos, afirmando que leigos não têm poder sobre clérigos e que os bispos têm autoridade sobre os frades em suas igrejas.
- Exigência de permissão do bispo local antes da impressão de um novo livro.[25]
- Confirmação do Concordata de Bolonha de 1516 entre a Santa Sé e o Reino da França, e ab-rogação da Pragmática Sanção de Bourges de 1438.[26][27][28]
- Uma longa seção clamando pela paz entre príncipes e estabelecendo que todos com qualquer influência devem promovê-la.
- Defesa de guerra contra os turcos para retomar a Terra Santa, financiada por três anos de impostos.[29][30]
- Condenação de todas as proposições que contradissessem "a verdade da fé cristã iluminada", restrições aos ensinamentos do clero sobre a "natureza da alma racional" e regulamentação da sequência de cursos universitários de filosofia e poesia para os estudos clericais. Um apelo para que todos os professores de filosofia complementassem qualquer lição que contradissesse a fé cristã com "argumentos convincentes" do ponto de vista cristão.[31]
- Exigência de comprovação de competência na pregação.[32]
- Proibição de pregações apocalípticas.[33]

## Efeito
Pouco foi feito para colocar em prática as decisões do concílio. Na visão de um professor franciscano:

"No entanto, apesar de toda sua solenidade, de cinco anos de trabalho e de muitos oradores sinceros e dedicados, o Quinto de Latrão não conseguiu realizar a reforma. [...] Poucos ou nenhum dos decretos do Concílio chegaram a sair do papel. Um esforço sério para colocá-los em prática poderia ter causado impacto, mas isso não foi feito."
A introdução do site do Vaticano às atas do Concílio observa que, embora a supressão do pseudo-concílio de Pisa tenha sido bem-sucedida, o pequeno número de bispos presentes levantou dúvidas sobre seu status como um verdadeiro concílio "ecumênico".
A necessidade do papa de mais dinheiro para financiar operações militares contra os turcos na Terra Santa e para restabelecer o prestígio e a centralidade de Roma, que fundamenta várias das discussões do Concílio, estava por trás do chamado "comércio de indulgências" que precipitou as 95 Teses de Martinho Lutero, publicadas apenas sete meses após o encerramento do Concílio. Segundo o historiador Nelson Minnich, Lutero ficou chocado ao ver que o Concílio de Latrão havia, em sua visão, anulado decisões de concílios anteriores, e assim adotou o sola scriptura. Se a Reforma Protestante poderia ter sido evitada caso as reformas tivessem sido implementadas é algo em debate.